# Mikael Ishak
Mikael Ishak (Södertälje, 31 de marzo de 1993) es un futbolista sueco que juega en la demarcación de delantero para el Lech Poznań de la Ekstraklasa.

## Selección nacional
Tras jugar en varias categorías inferiores de la selección, finalmente hizo su debut con la selección de fútbol de Suecia en un partido amistoso contra México que finalizó con un resultado de 1-2 a favor del combinado sueco tras los goles de Marcus Rohdén y Mattias Svanberg para Suecia, y de Alexis Vega para México.

## Clubes
| Club                   | País      | Año       | Partidos | Goles |
| ---------------------- | --------- | --------- | -------- | ----- |
| Assyriska FF           | Suecia    | 2010-2011 | 49       | 13    |
| 1. FC Colonia II       | Alemania  | 2012      | 5        | 2     |
| 1. FC Colonia          | Alemania  | 2012-2013 | 19       | 0     |
| FC St. Gallen (cedido) | Suiza     | 2013      | 13       | 3     |
| Parma Calcio 1913      | Italia    | 2013      | 0        | 0     |
| FC Crotone (cedido)    | Italia    | 2013-2014 | 24       | 4     |
| Randers FC             | Dinamarca | 2014-2017 | 76       | 32    |
| 1. FC Núremberg        | Alemania  | 2017-2020 | 84       | 20    |
| Lech Poznań            | Polonia   | 2020-     | 169      | 90    |

## Palmarés

### Títulos nacionales
| Título      | Club        | País    | Año  |
| ----------- | ----------- | ------- | ---- |
| Ekstraklasa | Lech Poznań | Polonia | 2022 |
| Ekstraklasa | Lech Poznań | Polonia | 2025 |

### Títulos internacionales
| Título          | Club (*)      | País            | Año  |
| --------------- | ------------- | --------------- | ---- |
| Eurocopa Sub-21 | Suecia sub-21 | República Checa | 2015 |

(*) Incluyendo la selección.